# Laufkraftwerk Teigitschmühle
Das Laufkraftwerk Teigitschmühle ist ein Laufwasserkraftwerk in der Stadtgemeinde Voitsberg im österreichischen Bundesland Steiermark. Das Laufkraftwerk mit einer Engpassleistung von 1,2 MW wurde 1926 wenige Meter flussabwärts des Speicherkraftwerks Arnstein an der Teigitsch in Betrieb genommen.

## Lage
Das Kraftwerk liegt am Unterlauf des weststeirischen Flusses Teigitsch im Süden der Bezirkshauptstadt Voitsberg. Die Anlagen befinden sich am Nordwestfuß des Wartensteins im Teigitschgraben 800 m flussabwärts des Speicherkraftwerks Arnstein an einem künstlichen Seitenarm (Oberwasserkanal), der zusätzlich vom Salzbergbach gespeist wird. Die Rückleitung in die Teigitsch erfolgt 660 Meter unterhalb der Mündung des Gößnitzbaches.

## Geschichte
Die Inbetriebnahme des Laufkraftwerks Teigitschmühle erfolgte 1926 nahe der gleichnamigen, heute nicht mehr bestehenden Mühle (im Franziszeischen Kataster Teugitsmühle genannt). Das Kraftwerk war damit nach dem ein Jahr zuvor fertiggestellten Speicherkraftwerk Arnstein das zweite der von der STEWEAG errichteten Teigitschgruppe.

## Beschreibung
Dem Laufkraftwerk mit einer Jahreserzeugung von 1,876 GWh wird über einen Oberwasserkanal das im Kraftwerk Arnstein abgearbeitete Wasser zugeführt. Die Francis-Doppelturbine mit 1,2 MW Engpassleistung hat bei 12,2 m Nennfallhöhe ein Schluckvermögen von 15 m³/s. Die Turbine treibt einen Drehstrom-Synchrongenerator mit einer 1,9 MVA  und einer Nennspannung von 5,5 kV an. Über einen Maschinentransformator wird die Generatorspannung auf 21 kV transformiert und zur STEWEAG-Anlage in Arnstein geleitet.
Die Wehranlage verfügt vor dem Triebwassereinlauf oberhalb des Krafthauses über zwei Tafelschütze, die mittels Zahnstangen gehoben und gesenkt werden können. Die vollautomatische Steuerung erfolgt von Arnstein aus. Da die Teigitsch das Kraftwerk hindernisfrei umfließt, verfügt es anders als die meisten größeren steirischen Laufkraftwerke nicht über eine Fischwanderhilfe.